# Ihar Zjuleŭ
Ihar Aljaksandravič Zjuleŭ (in bielorusso Ігар Аляксандравіч Зюлеў?; in russo Игорь Александрович Зюлев?, Igor' Aleksandrovič Zjulev; Michanavičy, 5 gennaio 1984) è un ex calciatore bielorusso, di ruolo attaccante.

## Palmarès

### Competizioni nazionali
- Coppa di Bielorussia: 1

Naftan: 2011-2012